# Stegothyrium denudans
Stegothyrium denudans — вид грибів, що належить до монотипового роду  Stegothyrium.